# 蒙雷阿莱
蒙雷阿莱（義大利語：Monreale；西西里语：Murriali，意为“王室山”）是意大利西西里大区巴勒莫广域市的一个市镇，位于巴勒莫市以南10公里Caputo山的山坡上，俯瞰着名为“金色贝壳”（La Conca d'oro）的肥沃山谷，出产柑橘、橄榄和杏树。总面积529平方公里，人口37757人，人口密度71.4人/平方公里（2009年）。ISTAT代码为082049。
蒙雷阿莱主教座堂是世界上现存最大的諾曼式建築，由古列尔莫二世开始兴建于1174年，到1182年奉献给升天圣母。蒙雷阿莱大教堂反映了拜占庭文化和艺术的影响力在意大利的另一种表达方式。这座建筑的罕见之处在于它协调地将拜占庭镶嵌艺术、阿拉伯建筑风格以及诺曼式样融合于一身，使它可以和西西里地区仅有的几个建筑杰作想媲美，而世界上其他的地方则很难找到这样的建筑。
蒙雷阿莱为意大利重要的旅游城镇，被《米其林旅游指南》评为“三星级旅游推荐”（最高级别）。

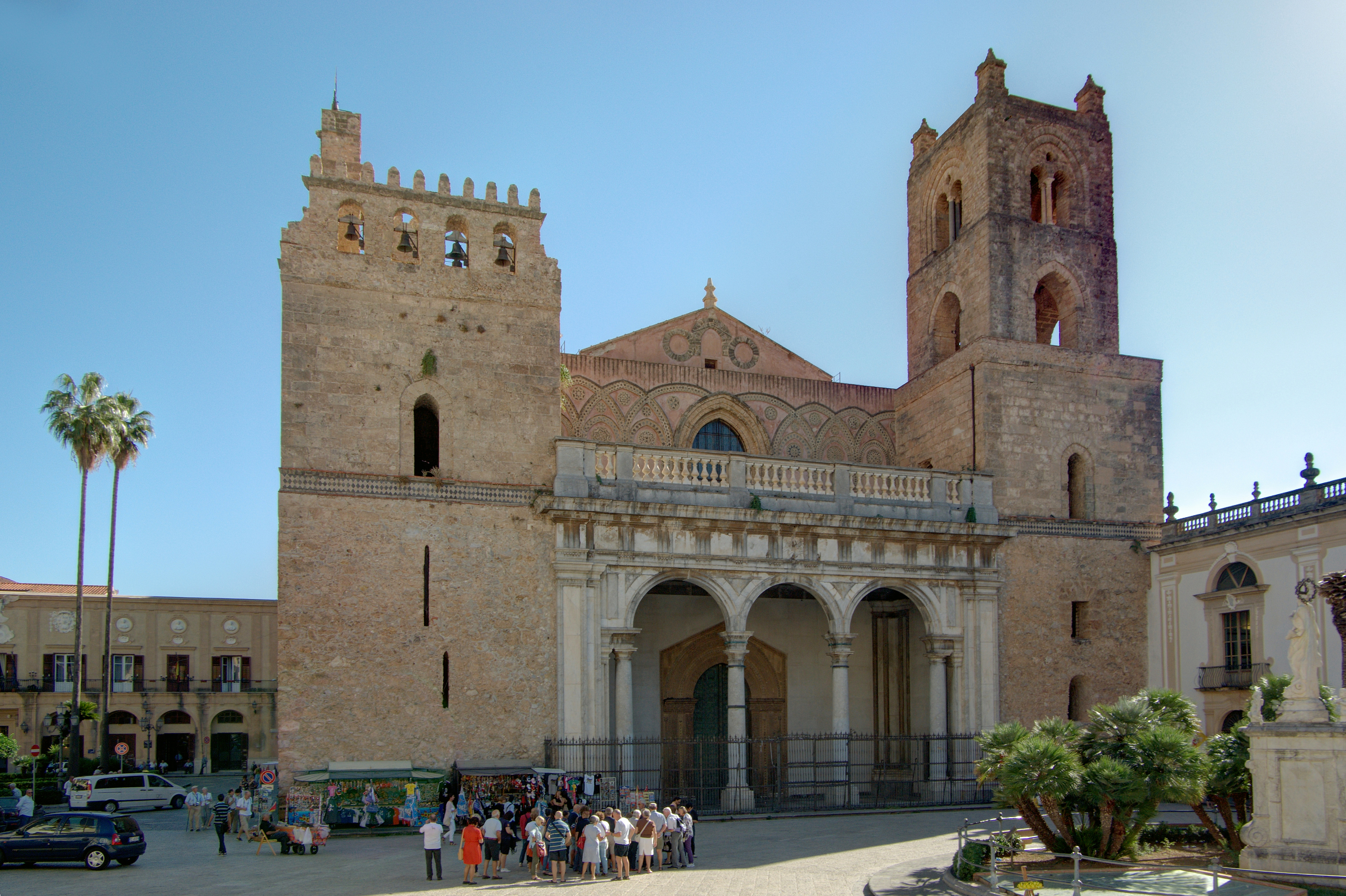
主教座堂外观
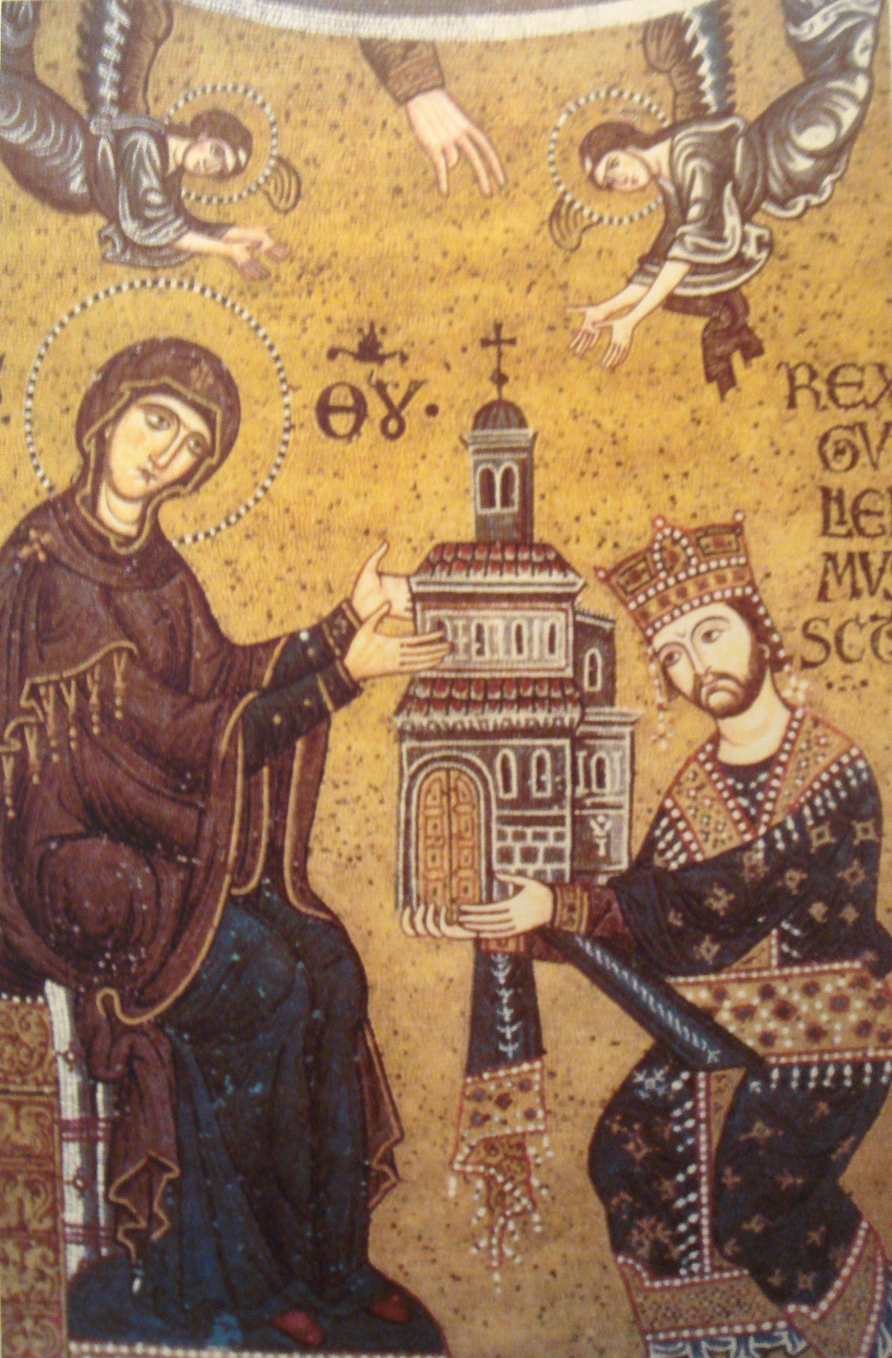
古列尔莫二世将蒙雷阿莱主教座堂奉献给圣母玛利亚
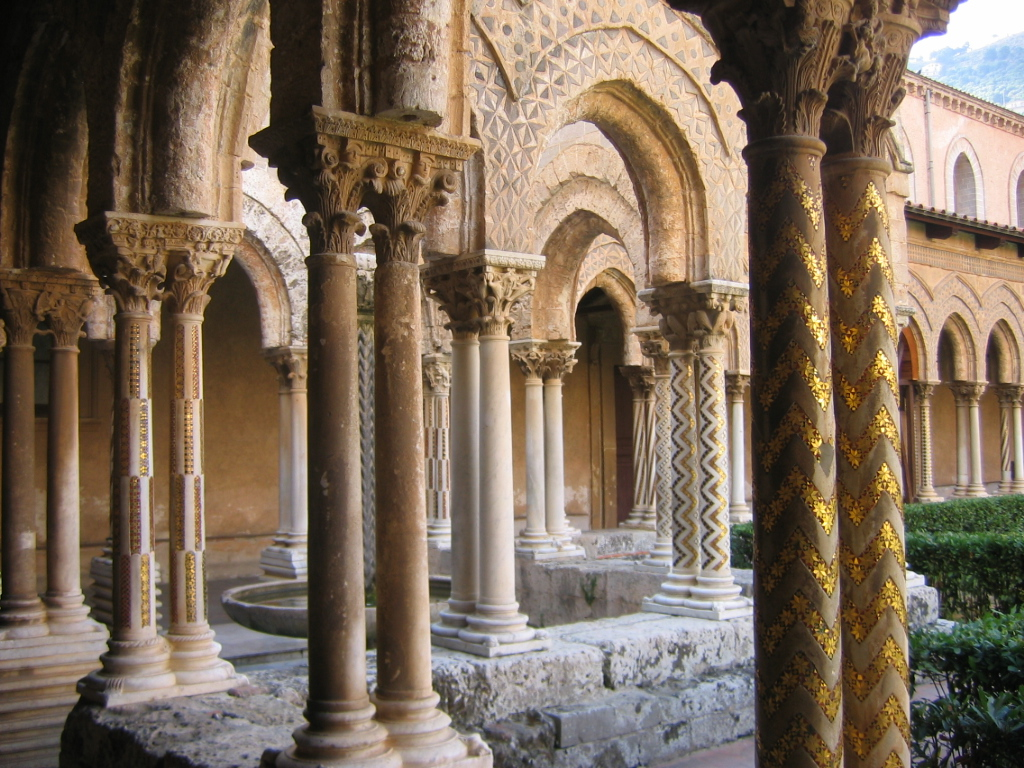
修道院回廊